# Hokej na trawie na Letnich Igrzyskach Olimpijskich 1956
Hokej na trawie na Letnich Igrzyskach Olimpijskich 1956 w Melbourne rozgrywany był w dniach 23 listopada - 6 grudnia. Mecze tych zawodów odbywały się na dwóch obiektach: Melbourne Cricket Ground i Olympic Park Stadium. Rozegrano tylko turniej mężczyzn w tej dyscyplinie.

## Wyniki zawodów

### Grupa A
| Drużyna           | Pkt | Mecze | Zwycięstwa | Remisy | Porażki | +  | -  |
| ----------------- | --- | ----- | ---------- | ------ | ------- | -- | -- |
| Indie             | 6   | 3     | 3          | 0      | 0       | 36 | 0  |
| Singapur          | 4   | 3     | 2          | 0      | 1       | 11 | 7  |
| Afganistan        | 2   | 3     | 1          | 0      | 2       | 5  | 20 |
| Stany Zjednoczone | 0   | 3     | 0          | 0      | 3       | 2  | 27 |

| 26 listopada |      |                   |
| Singapur     | 6–1  | Stany Zjednoczone |
| Indie        | 14–0 | Afganistan        |
| 28 listopada |      |                   |
| Singapur     | 5–0  | Afganistan        |
| Indie        | 16–0 | Stany Zjednoczone |
| 30 listopada |      |                   |
| Indie        | 6–0  | Singapur          |
| Afganistan   | 5–1  | Stany Zjednoczone |

### Grupa B
| Drużyna            | Pkt | Mecze | Zwycięstwa | Remisy | Porażki | + | - |
| ------------------ | --- | ----- | ---------- | ------ | ------- | - | - |
| Wielka Brytania    | 4   | 3     | 1          | 2      | 0       | 5 | 4 |
| Australia          | 4   | 3     | 2          | 0      | 1       | 6 | 4 |
| Federacja Malajska | 2   | 3     | 0          | 2      | 1       | 5 | 6 |
| Kenia              | 2   | 3     | 0          | 2      | 1       | 2 | 4 |

| 23 listopada       |     |                    |
| Wielka Brytania    | 2–2 | Federacja Malajska |
| Australia          | 2–0 | Kenia              |
| 24 listopada       |     |                    |
| Wielka Brytania    | 1–1 | Kenia              |
| 26 listopada       |     |                    |
| Australia          | 3–2 | Federacja Malajska |
| 28 listopada       |     |                    |
| Federacja Malajska | 1–1 | Kenia              |
| 30 listopada       |     |                    |
| Wielka Brytania    | 2–1 | Australia          |

#### Mecz play-off
Ze względu na taką samą liczbę punktów jakie uzyskały drużyny Wielkiej Brytanii i Australii w grupie B, odbył się dodatkowy mecz play-off, który wyłonił półfinalistę zawodów. 
| 1 grudnia       |     |           |
| Wielka Brytania | 1–0 | Australia |

### Grupa C
| Drużyna                       | Pkt | Mecze | Zwycięstwa | Remisy | Porażki | + | -  |
| ----------------------------- | --- | ----- | ---------- | ------ | ------- | - | -- |
| Pakistan                      | 5   | 3     | 2          | 1      | 0       | 7 | 1  |
| Wspólna Reprezentacja Niemiec | 4   | 3     | 1          | 2      | 0       | 5 | 4  |
| Nowa Zelandia                 | 2   | 3     | 1          | 0      | 2       | 8 | 10 |
| Belgia                        | 1   | 3     | 0          | 1      | 2       | 0 | 5  |

| 23 listopada                  |     |                               |
| Pakistan                      | 2–0 | Belgia                        |
| 24 listopada                  |     |                               |
| Wspólna Reprezentacja Niemiec | 5–4 | Nowa Zelandia                 |
| 27 listopada                  |     |                               |
| Pakistan                      | 5–1 | Nowa Zelandia                 |
| Wspólna Reprezentacja Niemiec | 0–0 | Belgia                        |
| 29 listopada                  |     |                               |
| Pakistan                      | 0–0 | Wspólna Reprezentacja Niemiec |
| Nowa Zelandia                 | 3–0 | Belgia                        |

### Półfinały
| 3 grudnia |     |                               |
| Indie     | 1–0 | Wspólna Reprezentacja Niemiec |

| 3 grudnia |     |                 |
| Pakistan  | 3–2 | Wielka Brytania |

### Mecz o 3. miejsce
| 6 grudnia                     |     |                 |
| Wspólna Reprezentacja Niemiec | 3–1 | Wielka Brytania |

### Finał
| 6 grudnia |     |          |
| Indie     | 1–0 | Pakistan |

## Zestawienie końcowe drużyn
| Poz. | Drużyna                       |
| ---- | ----------------------------- |
|      | Indie                         |
|      | Pakistan                      |
|      | Wspólna Reprezentacja Niemiec |
| 4.   | Wielka Brytania               |
| 5.   | Australia                     |
| 6.   | Nowa Zelandia                 |
| 7.   | Belgia                        |
| 8.   | Singapur                      |
| 9.   | Federacja Malajska            |
| 10.  | Kenia                         |
| 11.  | Afganistan                    |
| 12.  | Stany Zjednoczone             |

## Medaliści
| | | |
| Indie Shankar Lakshman · Hardyal Singh · Randhir Singh Gentle · Bakshish Singh · Govind Perumal · Raghbir Lal · Gurdev Singh · Leslie Claudius · Amir Kumar · Raghbir Singh Bhola · Balbir Singh · Udham Singh · Charles Stephen · Ranganandhan Francis · Hari Pal Kaushik · Amit Singh Bakshi · Balkrishan Singh | Pakistan Ghulam Rasul · Manzoor Hussain Atif · Zakir Hussain · Noor Alam · Akhtar Hussain · Ahmed Naseer Bunda · Habibur Rehman · Qazi Massarrat Hussain · Motiullah Khan · Latif-ur Rehman · Abdul Hamid · Anwar Khan · Munir Ahmed Dar · Habib Ali Kiddie | Wspólna Reprezentacja Niemiec Alfred Lücker Helmuth Nonn Günther Ullerich Hugo Budinger Günther Brennecke Werner Delmes Eberhard Ferstl Hugo Dollheiser Heinz Radzikowski Wolfgang Nonn Werner Rosenbaum |